# Famille logique
 (octobre 2023).
Si vous disposez d'ouvrages ou d'articles de référence ou si vous connaissez des sites web de qualité traitant du thème abordé ici, merci de compléter l'article en donnant les références utiles à sa vérifiabilité et en les liant à la section « Notes et références ».
En électronique numérique, une famille logique
,, fait référence à une série d'éléments de construction (le plus souvent sous la forme de circuits intégrés) qui fournissent des circuits logiques élémentaires (tels que des portes logiques), généralement combinés pour former des circuits plus complexes. Les éléments constitutifs d'une famille sont fabriqués selon le même procédé de fabrication, utilisent la même technologie de circuit, ont des propriétés électriques et mécaniques similaires et peuvent donc être facilement combinés.
Le terme famille logique est souvent utilisé, dans un sens plus large, pour décrire une technologie de circuit. Cependant, le simple fait de faire correspondre la technologie des circuits utilisée ne garantit pas que deux circuits soient compatibles.

## Exemples de familles logiques
- Resistor-Transistor Logic (RTL)
- Diode-Transistor Logic (DTL)
- Transistor-Transistor logic (TTL)
- Emitter coupled logic (ECL)
- PMOS
- NMOS
- CMOS
  - CMOS série 4000
  - HCMOS
  - BiCMOS